# シカゴハイツ (イリノイ州)
シカゴハイツ（Chicago Heights）は、アメリカ合衆国イリノイ州のクック郡にある都市。人口は2万9598人（2020年）。シカゴの南40キロメートルに位置している。

## 歴史
1890年代に産業地域として開発された。大企業の工場を複数誘致することに成功し、仕事を求めて多くの労働者が定住した。当初の住民はイタリア人、ポーランド人、アイルランド人などだった。人口の増加に合わせて商業地が形成され、銀行やレストラン、ホテルなどが建てられた。しかし、第二次世界大戦後は産業構造の変化により多くの工場が閉鎖した。市の人口は1970年の4万人をピークに減少傾向となり、市の財政は悪化した。市当局は雇用の創出に取り組んでいるが十分な成果は出ていない。2020年アメリカ合衆国国勢調査によれば、市の貧困率は24パーセントで、全米平均値11パーセントよりかなり高くなっている。住民の約4割はアフリカ系アメリカ人である。

## 交通
市内に鉄道駅がないため、公共交通は路線バスである。幹線道路はアメリカ国道30号線である。

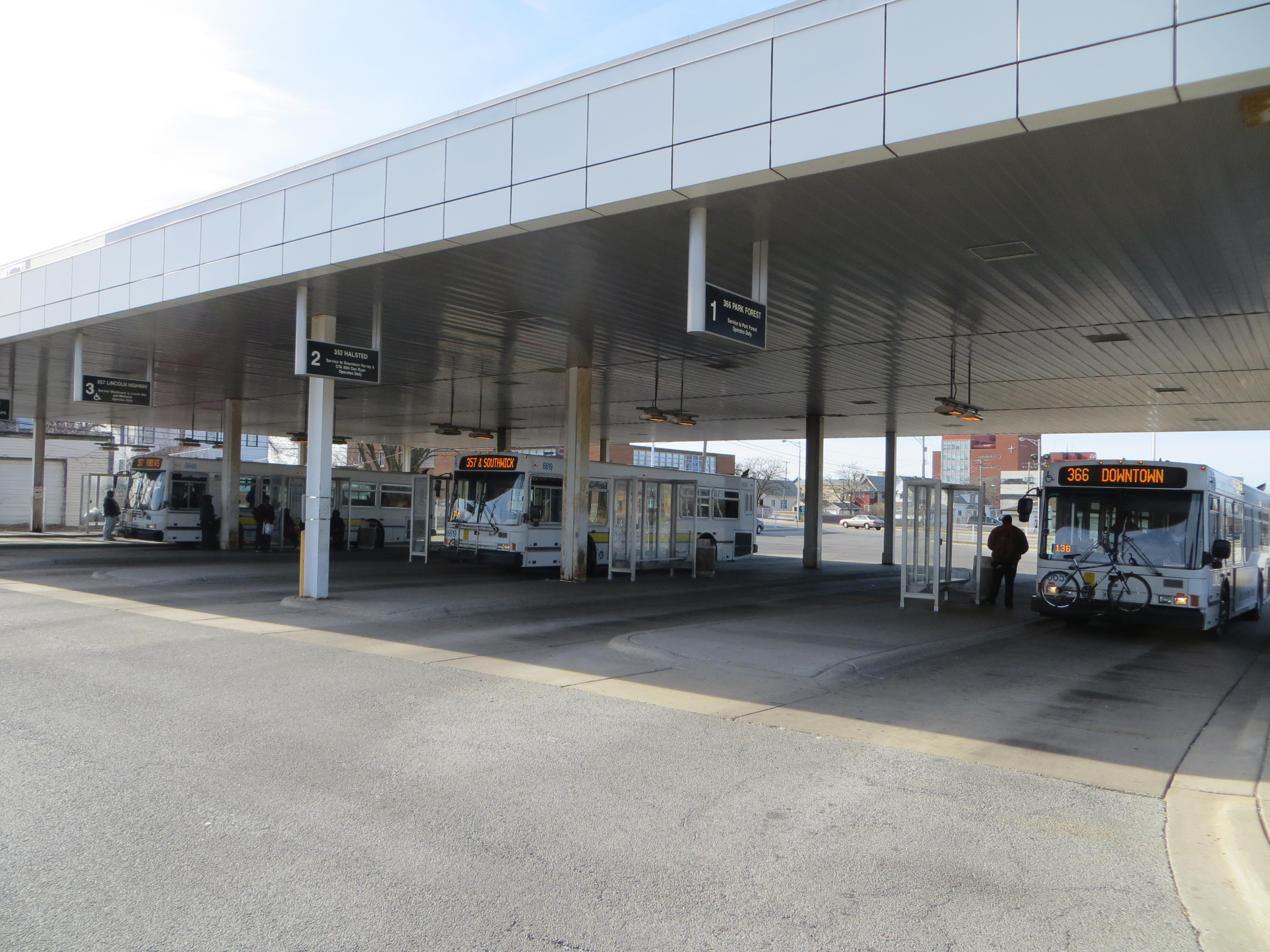
バスターミナル